# May Menassa
May Menassa (en arabe : مي منسى), née en 1939, et morte en 2019, est une romancière, écrivant en langue arabe, et une journaliste libanaise.

## Biographie
Née en 1939 au Liban, près de Beyrouth, dans une famille maronite, elle est la sœur de la femme de lettres franco-libanaise Vénus Khoury-Ghata,,. Elle effectue des études universitaires en littérature française.
Dans un premier temps, en 1959, elle travaille pour la télévision libanaise.
Dix ans plus tard, en 1969, elle entre dans l’équipe de rédaction du journal (de langue arabe) An-Nahar, où elle est chargée de la rubrique culturelle. Elle écrit en parallèle des livres pour enfants. Sa sœur, Vénus Khoury-Ghata, quitte son pays natal pour la France en 1972. Dans le Liban, les tensions montent. La guerre civile libanaise éclate au grand jour en 1975, pour durer jusqu’en 1990.
En 1986, elle quitte le service culturel de An-Nahar pour prendre la tête de la rédaction d’un magazine féminin diffusé dans le monde arabe, Jamalouki.
En 1998, elle écrit un premier roman, en arabe, أوراق من دفاتر شجرة رمان، رواية، دار النهار, Awraq min dafater chajarat rumman (le titre retenu pour l’édition de la traduction française étant : Sous les branches du grenadier), évoquant un drame familial passé, lié à la maladie de son frère. Sa sœur, Venus Khoury-Ghata, publie la même année à Paris, en français, un autre roman Une maison au bord des larmes, où ce même contexte familial est évoqué. « Nos deux récits auraient été les mêmes s'ils n'avaient pas été rédigés en deux langues différentes », a indiqué Venus Khoury-Ghata à Alexandre Najjar. « La belle langue arabe utilisée par ma sœur enrobe de miel et de douceur les scènes que je raconte crûment, peut être cruellement. Mon style est dur et sans complaisance. Mes maîtres en écriture s'appellent Céline, Beckett Faulkner ; ma sœur est du côté de Giono. »,.
Elle écrit ensuite plus d'une dizaine d'ouvrages, dont quelques œuvres de littérature jeunesse. L'un de ses romans en langue arabe, publié en 2006, أنتعل الغبار وأمشي, Anta'il al-Ghubar wa Amsh , qui peut être traduit en français en Je marche dans la poussière, a été nommé pour le Prix international de la fiction arabe 2008,.
Elle est morte en janvier 2019.